# Doğantaş
Doğantaş (kurd. Deşt) ist eine Siedlung im Landkreis Nazımiye der türkischen Provinz Tunceli. Doğantaş liegt ca. 4 km nördlich der Kreisstadt Nazımiye auf 1.631 m über dem Meeresspiegel.
Doğantaş gehörte zum Bucak Büyükyurt und hatte 1985 insgesamt 43 Einwohner. Danach wurde das Dorf aufgegeben. Im Jahre 2000 war dort eine Person gemeldet. In den Bevölkerungsstatistiken war das Dorf 2007 nicht mehr vermerkt. 2011 waren 18 Einwohner gemeldet.